# Nuwara Eliya Division
Nuwara Eliya Division är en division i Sri Lanka.   Den ligger i distriktet Nuwara Eliya District och provinsen Centralprovinsen, i den södra delen av landet, 100 km öster om huvudstaden Colombo. Antalet invånare är 210 968.